# Georg Niepel

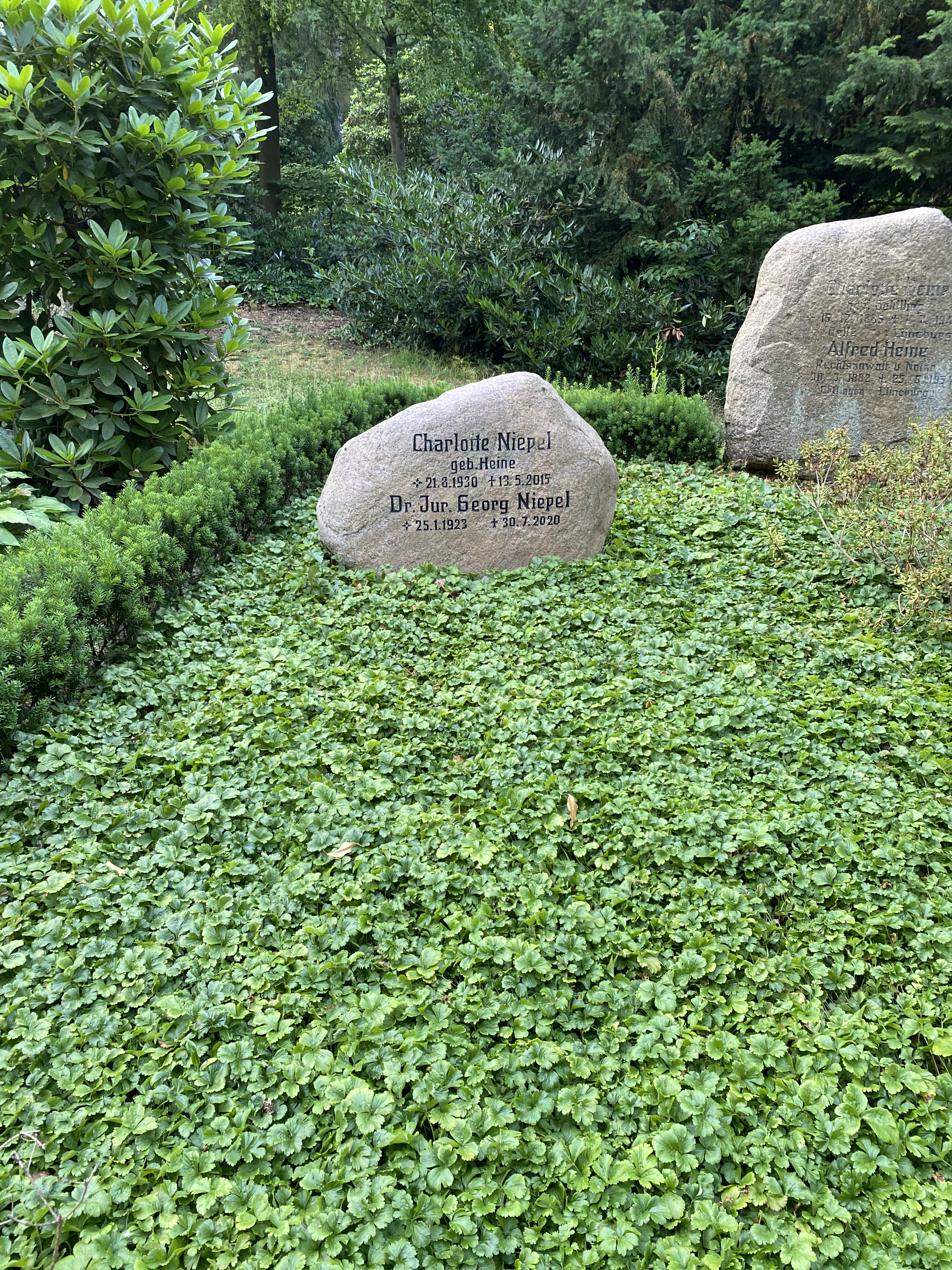
Grabstätte auf dem Zentralfriedhof Lüneburg

Georg Niepel (* 25. Januar 1923 in Liegnitz, Provinz Niederschlesien; † 30. Juli 2020 in Lüneburg) war ein deutscher Richter.

## Leben
Georg Niepel studierte Rechtswissenschaft. 1951 wurde er Mitglied im Corps Silesia Breslau zu Köln und Aachen. 1952 wurde er an der Universität Münster zum Dr. iur. promoviert. Er schlug die Richterlaufbahn ein. Vom 26. September 1978 bis zum 31. Januar 1990 war er Richter am Bundesgerichtshof.
Seine letzte Ruhestätte fand Georg Niepel auf dem Zentralfriedhof Lüneburg.

## Schriften
- Wesen und Wirkungen der Erfassung nach dem Wohnungsgesetz, 1952